# Acanthopsyche phaea
Acanthopsyche phaea är en fjärilsart som beskrevs av Jean Bourgogne 1979. Acanthopsyche phaea ingår i släktet Acanthopsyche och familjen säckspinnare. Inga underarter finns listade i Catalogue of Life.